# Demokrater (Brasilien)
Demokraterna (portugisiska: Democratas, DEM) är ett parti i Brasilien, grundade den 2007 från partiet PFL (Partido da Frente Liberal).